# Ripînți, Buceaci
Ripînți (în ucraineană Ріпинці) este localitatea de reședință a comunei Ripînți din raionul Buceaci, regiunea Ternopil, Ucraina.

## Demografie
Componența lingvistică a localității Ripînți
     Ucraineană (100%)
Conform recensământului din 2001, toată populația localității Ripînți era vorbitoare de ucraineană (100%).